# Senado do Congresso Legislativo do Estado de São Paulo
O Senado do Congresso Legislativo do Estado de São Paulo foi instalado em 8 de junho de 1891 e dissolvido em 11 de novembro de 1930, com um total de catorze legislaturas.

## Origens
Com a primeira Constituição Federal da República, promulgada em 24 de fevereiro de 1891, os estados tinham autonomia para a organização do Poder Legislativo Estadual.
Em 14 de julho de 1891, a nova "Constituição Política" do Estado de São Paulo foi promulgada. Seu artigo 5º previa que o Poder Legislativo do Estado de São Paulo era exercido pelo Congresso Legislativo do Estado de São Paulo.
O Senado do Congresso Legislativo do Estado de São Paulo foi instalado ao mesmo tempo que a Câmara do Congresso Legislativo do Estado de São Paulo em 8 de junho de 1891.

## Legislaturas
A lista completa das catorze legislaturas e dos respectivos senadores estaduais (com a sigla dos respectivos partidos) segue abaixo:
1ª Legislaturade 1891 a 1892
- Antônio Carlos de Arruda Botelho (PRP)
- Antônio de Sousa Campos (PRP)
- Antônio Pinheiro de Ulhoa Cintra (PRP)
- Augusto de Sousa Queirós (PRP)
- Brasílio Rodrigues dos Santos (PRP)
- Carlos Leôncio da Silva Carvalho (PRP)
- Carlos Teixeira de Carvalho (PRP)
- Elias Antônio Pacheco Chaves (PRP)
- Estêvão Ribeiro de Sousa Resende (PRP)
- Ezequiel de Paula Ramos (PRP)
- Francisco Vilela de Paula Machado (PRP)
- Frederico José Cardoso de Araújo Abranches (PRP)
- João Pereira Monteiro (PRP)
- Joaquim José Vieira de Carvalho (PRP)
- Luís Pereira Barreto (PRP)
- Licurgo de Castro Santos (PRP)
- Manuel de Almeida Melo Freire (PRP)
- Martim Francisco Ribeiro de Andrada (neto) (PRP)
- Ricardo Soares Baptista (PRP)
- Rodrigo Lobato Marcondes Machado (PRP)

2ª Legislaturade 1892 a 1894
- Antônio de Lacerda Franco (PRP)
- Antônio Manuel Bueno de Andrada (PRP)
- Antônio Mercardo (PRP)
- Bernardo Augusto Rodrigues da Silva (PRP)
- Carlos Teixeira de Carvalho (PRP)
- Ezequiel de Paula Ramos (PRP)
- Francisco de Assis Peixoto Gomide (PRP)
- Francisco Sales Oliveira Júnior (PRP)
- Francisco Emídio da Fonseca Pacheco (PRP)
- Gustavo de Oliveira Godoy (PRP)
- João Baptista de Melo Oliveira (PRP)
- João Tobias de Aguiar e Castro (PRP)
- Joaquim José da Silva Pinto Júnior (PRP)
- Jorge Tibiriçá Piratininga (PRP)
- José Alves dos Santos (PRP)
- José Alves Guimarães Júnior (PRP)
- José Jardim (PRP)
- Luciano José de Almeida Valim (PRP)
- Luís de Sousa Leite (PRP)
- Manuel Jacinto Vieira de Morais (PRP)
- Paulo de Sousa Queirós (PRP)
- Paulo Egídio de Oliveira Carvalho (PRP)
- Ricardo Soares Baptista (PRP)

3ª Legislaturade 1895 a 1897
- Antônio de Lacerda Franco (PRP)
- Antônio Francisco de Araújo Cintra (PRP)
- Diogo Eugênio de Sales (PRP)
- Francisco de Assis Peixoto Gomide (PRP)
- Frederico José Cardoso de Araújo Abranches (PRP)
- Joaquim Floriano de Toledo (PRP)
- Joaquim Lopes Chaves (PRP)
- José Cesário da Silva Bastos (PRP)
- Paulo Egídio de Oliveira Carvalho (PRP)
- Jorge Tibiriçá Piratininga (PRP) [nota 1]
- Ezequiel de Paula Ramos (PRP) [nota 1]
- Jorge Ludgero de Cerqueira Miranda (PRP) [nota 1]

4ª Legislaturade 1898 a 1900
- Antônio Cândido Rodrigues (PRP)
- Antônio Carlos Ferraz de Sales (PRP)
- Domingos Correia de Morais (PRP)
- Ezequiel de Paula Ramos (PRP)
- João Baptista de Melo Oliveira (PRP)
- Joaquim José da Silva Pinto Júnior (PRP)
- José Alves de Cerqueira César (PRP)
- José Alves Guimarães Júnior (PRP)
- José Luís de Almeida Nogueira (PRP)
- Manuel Pessoa de Siqueira Campos (PRP)
- Ricardo Soares Baptista (PRP)

5ª Legislaturade 1901 a 1903
- Antônio de Lacerda Franco (PRP)
- Bento Augusto de Almeida Bicudo (PRP)
- Francisco de Assis Peixoto Gomide (PRP)
- Frederico José Cardoso de Araújo Abranches (PRP)
- Joaquim Lopes Chaves (PRP)
- Jorge Tibiriçá Piratininga (PRP)
- José Cesário da Silva Bastos (PRP)
- Manuel Antônio Duarte de Azevedo (PRP)
- Paulo de Sousa Queirós (PRP)
- Paulo Egídio de Oliveira Carvalho (PRP)
- Virgílio Rodrigues Alves (PRP)  [nota 1]
- Gustavo de Oliveira Godoy (PRP)  [nota 1]
- João Baptista de Melo Peixoto (PRP)  [nota 1]
- Manuel Joaquim de Albuquerque Lins (PRP)  [nota 1]

6ª Legislaturade 1904 a 1906
- Antônio de Pádua Sales (PRP)
- Antônio Dino da Costa Bueno (PRP)
- Antônio Pais de Barros (PRP)
- João Baptista de Melo Oliveira (PRP)
- Joaquim José da Silva Pinto Júnior (PRP)
- José Luís de Almeida Nogueira (PRP)
- Luís de Sousa Leite Júnior (PRP)
- Manuel Pessoa de Siqueira Campos (PRP)
- Rodrigo Pereira Leite (PRP)
- Inácio Pereira da Rocha (PRP)  [nota 1]
- Antônio Januário Pinto Ferraz (PRP)  [nota 1]
- Francisco de Paula Ramos de Azevedo (PRP)  [nota 1]
- João Francisco de Paula Sousa (PRP)  [nota 1]
- Luís de Toledo Piza e Almeida (PRP)  [nota 1]
- Antônio Cândido Rodrigues (PRP)  [nota 1]
- Bernardino José de Campos Júnior (PRP)  [nota 1]
- Fernando Prestes de Albuquerque (PRP)  [nota 1]
- José Alves Guimarães Júnior (PRP)  [nota 1]
- João Baptista de Melo Peixoto (PRP)  [nota 1]

7ª Legislaturade 1907 a 1909
- Antônio Cândido Rodrigues (PRP)
- Antônio de Lacerda Franco (PRP)
- Antônio Dino da Costa Bueno (PRP)
- Bento Augusto de Almeida Bicudo (PRP)
- Bernardino José de Campos Júnior (PRP)
- Fernando Prestes de Albuquerque (PRP)
- Inácio de Mendonça Uchoa (PRP)
- João Álvares Rubião Júnior (PRP)
- João Baptista de Melo Peixoto (PRP)
- José Alves de Cerqueira César (PRP)
- José Alves Guimarães Júnior (PRP)
- José Cesário da Silva Bastos (PRP)
- Manuel Antônio Duarte de Azevedo (PRP)
- Ricardo Soares Baptista (PRP)
- Uladislau Herculano de Freitas (PRP)
- Gabriel José Rodrigues de Resende (PRP)  [nota 1]
- Jorge Tibiriçá Piratininga (PRP)  [nota 1]
- Gustavo de Oliveira Godoy (PRP)  [nota 1]
- Antônio Dino da Costa Bueno (PRP)  [nota 1]

8ª Legislaturade 1910 a 1912
- Antônio Cândido Rodrigues (PRP)
- Antônio Dino da Costa Bueno (PRPP)
- Antônio Januário Pinto Ferraz (PRP)
- Eduardo da Cunha Canto (PRP)
- Gabriel José Rodrigues de Resende (PRP)
- José Luís de Almeida Nogueira (PRP)
- Luís de Toledo Piza e Almeida (PRP)
- Manuel Pessoa de Siqueira Campos (PRP)
- Rodrigo Pereira Leite (PRP)
- Virgílio Rodrigues Alves (PRP)
- Júlio César Ferreira de Mesquita (PRP)  [nota 1]
- José Luiz Fláquer (PRP)  [nota 1]

9ª Legislaturade 1913 a 1915
- Bento Augusto de Almeida Bicudo (PRP)
- Gabriel José Rodrigues de Resende (PRP)
- Inácio de Mendonça Uchoa (PRP)
- João Baptista de Melo Peixoto (PRP)
- José Alves Guimarães Júnior (PRP)
- Luís de Toledo Piza e Almeida (PRP)
- Manuel Joaquim de Albuquerque Lins (PRP)
- Ricardo Soares Baptista (PRP)
- Antônio de Pádua Sales (PRP)  [nota 1]
- Fernando Prestes de Albuquerque (PRP)  [nota 1]
- Carlos de Campos (PRP)  [nota 1]
- Luís Nogueira Martins (PRP)  [nota 1]
- José Pereira de Queirós (PRP)  [nota 1]

10ª Legislaturade 1916 a 1918
- Antônio de Lacerda Franco (PRP)
- Antônio Martins Fontes Júnior (PRP)
- Carlos de Campos (PRP)
- Fernando Prestes de Albuquerque (PRP)
- Gustavo de Oliveira Godoy (PRP)
- Jorge Tibiriçá Piratininga (PRP)
- Manuel Aureliano de Gusmão (PRP)
- Uladislau Herculano de Freitas (PRP)
- José Valois de Castro (PRP)  [nota 1]
- Joaquim Miguel Martins de Siqueira (PRP)  [nota 1]

11ª Legislaturade 1919 a 1921
- Antônio Dino da Costa Bueno (PRP)
- Antônio Januário Pinto Ferraz (PRP)
- Carlos José de Arruda Botelho (PRP)
- Joaquim Miguel Martins de Siqueira (PRP)
- José Luiz Fláquer (PRP)
- Oscar de Almeida (PRP)
- Rodolfo Nogueira da Rocha Miranda (PRP)
- Virgílio Rodrigues Alves (PRP)
- Antônio de Pádua Sales (PRP)  [nota 1]
- Antônio Cândido Rodrigues (PRP)  [nota 1]
- Vicente Paulo de Almeida Prado (PRP)  [nota 1]

12ª Legislaturade 1922 a 1924
- Bento Augusto de Almeida Bicudo (PRP)
- Cândido Nanzianzeno Nogueira da Mota (PRP)
- Eduardo da Cunha Canto (PRP)
- Gabriel José Rodrigues de Resende (PRP)
- Ignacio de Mendonça Uchoa (PRP)
- João Domingues Sampaio (PRP)
- João Martins de Melo Júnior (PRP)
- José Alves Guimarães Júnior (PRP)
- José Cesário da Silva Bastos (PRP)
- Luís de Toledo Piza e Almeida (PRP)
- Manuel Joaquim de Albuquerque Lins (PRP)
- Mário Tavares (PRP)
- Oscar Rodriguez Alves (PRP)
- Uladislau Herculano de Freitas (PRP)
- Abelardo de Cerqueira César (PRP)  [nota 1]
- Antônio Carlos da Silva Telles (PRP)  [nota 1]
- Antônio da Silva Azevedo Júnior (PRP)  [nota 1]
- Antônio Pereira do Amaral Carvalho (PRPP)  [nota 1]
- Ataliba Leonel (PRP)  [nota 1]
- Bento Pereira Bueno (PRP)  [nota 1]
- João Galeão Carvalhal (PRP)  [nota 1]
- Joaquim Augusto de Barros Penteado (PRP)  [nota 1]
- José de Alcântara Machado (PRP)  [nota 1]
- José de Freitas Vale (PRP)  [nota 1]
- Luís Nogueira Martins (PRP)  [nota 1]
- Procópio de Araújo Carvalho (PRP)  [nota 1]
- Raul Renato Cardoso de Melo (PRP)  [nota 1]
- Reinaldo Porchat (PRP)  [nota 1]

13ª Legislaturade 1925 a 1927
- Abelardo de Cerqueira César (PRP)
- Antônio Martins Fontes Júnior (PRP)
- Ataliba Leonel (PRP)
- Joaquim Augusto de Barros Penteado (PRP)
- José de Freitas Vale (PRP)
- José Roberto Leite Penteado (PRP)
- Plínio de Godoy Moreira e Costa (PRP)
- Procópio de Araújo Carvalho (PRP)
- Teodoro Dias de Carvalho (PRP)
- Vicente Paulo de Almeida Prado (PRP)
- Washington Luís Pereira de Sousa (PRP)  [nota 1]
- Alfredo Casimiro da Rocha (PRP)  [nota 1]
- Rafael de Abreu Sampaio Vidal (PRP)  [nota 1]
- José Augusto Pereira de Resende (PRP)  [nota 1]
- Luís Pereira de Campos Vergueiro (PRP)  [nota 1]
- Rafael Correia de Sampaio (PRP)  [nota 1]
- José Vicente de Azevedo (PRP)  [nota 1]
- José Vasconcelos de Almeida Prado Júnior (PRP)  [nota 1]
- Laurindo Dias Minhoto (PRP)  [nota 1]
- Américo de Campos (PRP)  [nota 1]

14ª Legislaturade 1928 a 1930
- Alfredo Casimiro da Rocha (PRP)
- Américo de Campos (PRP)
- Antônio de Pádua Sales (PRP)
- Antônio Dino da Costa Bueno (PRP)
- Antônio Januário Pinto Ferraz (PRP)
- Carlos José de Arruda Botelho (PRP)
- Eduardo da Cunha Canto (PRP)
- João Alves de Meira Júnior (PRP)
- Laurindo Dias Minhoto (PRP)
- Rafael de Abreu Sampaio Vidal (PRP)
- Rodolfo Nogueira da Rocha Miranda (PRP)
- Mário Tavares (PRP)  [nota 1]
- José Augusto Pereira de Resende (PRP)  [nota 1]
- Fernando Prestes de Albuquerque (PRP)  [nota 1]

## Dissolução
Com a Revolução de 1930, o chefe do Governo Provisório decreta o fechamento e a dissolução de todos os poderes locais, incluindo o Senado do Congresso Legislativo do Estado de São Paulo (Decreto n.º 19.398, de 11 de novembro de 1930).